# 이응로 선생 사적지
이응로 선생 사적지(李應魯 先生 事蹟地)는 대한민국 충청남도 예산군 덕산면 사천리에 있는, 동양 미술의 우수성을 세계속에 드높인 화가 이응로(1904∼1989)가 작품활동을 하던 곳이다. 1996년 11월 30일 충청남도의 기념물 제103호로 지정되었다.

## 개요
동양 미술의 우수성을 세계속에 드높인 화가 이응로(1904∼1989)가 작품활동을 하던 곳이다.
수덕여관은 이응로가 1944년 구입하여 한국전쟁 때 피난처로도 사용하였으며, 수덕사 일대의 아름다운 풍경을 화폭으로 옮긴 곳이기도 하다. 또한 1959년 프랑스로 건너가기 전까지 머물면서 작품활동을 했던 곳이다. 수덕여관 앞 바위조각은 1969년 동백림 사건으로 귀국했을 때 고향산천에서 삼라만상의 성함과 쇠함을 추상화하여 표현한 작품이다.

## 현지 안내문
동양 미술의 우수성을 세계 속에 드높인 고암 이응로 화백이 작품 활동을 하던 곳이다. 화백이 1944년 구입하여 1959년 프랑스로 가기 전까지 거처하였다. 6·25 동란 때 피난처로도 사용하였으며, 수덕사 일대의 아름다운 풍경을 화폭으로 옮긴 곳이기도 하였다.
건물은 'ㄷ'자형 초가집이며, 전면에 둘레 17m, 높이 85cm, 또 하나는 둘레 7.6m, 높이 75cm의 바위에 화백이 문자체로 그림을 조각하였다. 1969년 동백림 사건 당시 귀국하여 고향에서 잠시 거처하면서 화강암 바위에 온갖 사물과 현상의 성(盛)함과 쇠퇴함을 추상화로 표현한 작품이다. 후면에는 당시의 것으로 추정되는 우물이 남아있다.

## 같이 보기
- 이응로

## 참고 자료
- 이응로선생사적지 - 국가유산청 국가유산포털